# Ліванов Василь Борисович
Васи́ль Бори́сович Ліва́нов (нар. 19 липня 1935, Москва, РРФСР, СРСР) — радянський і російський актор театру і кіно, письменник, сценарист. Заслужений артист РРФСР (1981). Народний артист РРФСР (1988). Найбільшу популярність здобув за створення екранного образу Шерлока Холмса в серії фільмів за романами Артура Конан-Дойла, за що 2006 року йому було надано почесть члена Ордена Британської імперії. Інші відомі ролі — Карлсон, який живе на даху. Син актора Бориса Ліванова.
Українофоб. Фігурант бази даних центру «Миротворець».

## Життєпис
Народився 19 липня 1935 року в Москві, в сім'ї народного артиста СРСР Бориса Миколайовича Ліванова (1904—1972) і Євгенії Казимирівна Ліванової (1907—1978). Часто в будинку у Ліванових гостювали Качалов, Пастернак, Довженко, Черкасов, Тарханов, Кончаловський. У 1954 році Василь Ліванов закінчив Московську середню художню школу при Академії мистецтв СРСР, а пізніше — Театральне училище ім. Щукіна (1958) та Вищі режисерські курси при Держкіно СРСР (майстерня Михайла Ромма, 1966).
У 1966—1973 роках працював на кіностудії «Союзмультфільм» режисером-постановником. Озвучив близько 300 мультиплікаційних персонажів, в тому числі Карлсона і Удава в мультфільмі «38 папуг» або у мультфільмі Маша більше не ледащо. Разом з Юрієм Ентіним і Григорієм Гладковим створив мультфільм «Слідами бременських музикантів».
Коли Ігор Масленников зібрався знімати фільм про Шерлока Холмса, то розглядав Ліванова як основного кандидата на роль Холмса. Масленников до цього працював з Лівановим у фільмі «Ярославна, королева Франції». За вісім років (1979—1986) було знято чотири двосерійних і один трисерійний телефільм, відразу завоювали велику популярність в СРСР. За час зйомок Ліванов подружився з виконавцем ролі Ватсона Віталієм Соломіним, а з Масленниковим до середини 1980-х відносини у Ліванова зіпсувались.
У 1986 році вийшов фільм «Мій улюблений клоун», знятий режисером Юрієм Кушнеревим за мотивами однойменної повісті Василя Ліванова. Сценарій до фільму написали Микита Михалков і Олександр Адабашьян.
Після закінчення зйомок в телесеріалі про Шерлока Холмса Ліванов, якому на той час було 50 років, поступово майже перестав з'являтися на екрані, як і раніше працюючи іноді як актор озвучування. Єдиною великою роботою в кіно стала роль Дон Кіхота в фільмі 1997 року «Дон Кіхот повертається», який був поставлений самим Лівановим разом з Олегом Григоровичем. Ліванов виступив в цьому фільмі також як сценарист та продюсер. 2005 року Ліванов знявся в невеликій ролі професора Стравінського в телесеріалі Володимира Бортка «Майстер і Маргарита». Останній раз Ліванов з'явився на екрані у фільмі 2007 року режисера Валерія Ніколаєва «Ведмеже полювання».
1988 року Василю Ліванову було присвоєно звання народного артиста РРФСР.
1988 року Лівановим спільно з Юліаном Семеновим в Москві був створений експериментальний театр «Детектив», який розміщувався в Центральному будинку офіцерів МВС (ЦДО) на Луб'янці. Фінансування театру здійснювалося комітетом з культури мерії Москви, сам театр до 1992 року самостійно покривав всього близько 10 % від своїх витрат. В середині 1992 року ЦДО розірвав з театром контракт на оренду приміщення. Художній керівник Ліванов при цьому звинувачувався у зриві роботи театру і заходів ЦДО в зв'язку з проблемами з алкоголем (актор в цей час лікувався в клініці неврозів). Актори на загальних зборах прийняли рішення покинути театр «Детектив» і створити на його базі центральний театр МВС.
У 1990-2000-і роки Ліванов в основному займався літературною діяльністю, писав мемуари.
15 червня 2006 року в Москві посол Великої Британії Ентоні Брентон вручив 70-річному Василю Ліванову знаки Ордена Британської імперії; актор став почесним членом Ордена «За службу театру і образотворчого мистецтва». Пізніше в неофіційному коментарі для англійських прихильників Холмса співробітник церемоніальні секретаріату Кабінету міністрів Алан Туомі заявив: «Я, однак, можу сказати вам, що містер Ліванов був нагороджений за виконання ролі Шерлока Холмса в серії телевізійних фільмів, вироблених в колишньому СРСР в період 1979-86 рр.».

## Вибіркова фільмографія
1. 1979 — Шерлок Холмс і доктор Ватсон — Шерлок Холмс
2. 1980 — Пригоди Шерлока Холмса і доктора Ватсона — Шерлок Холмс
3. 1981 — Пригоди Шерлока Холмса і доктора Ватсона: Собака Баскервілей — Шерлок Холмс
4. 1983 — Пригоди Шерлока Холмса і доктора Ватсона: Скарби Агри — Шерлок Холмс
5. 1986 — Пригоди Шерлока Холмса і доктора Ватсона: Двадцяте століття починається — Шерлок Холмс
6. 2005 — Майстер і Маргарита (телесеріал) — Професор Стравінський

Створив мультфільми: «Фаетон — син Сонця», «Слідами бременських музикантів» тощо. Знявся в українській кінокартині «Повернення Вероніки» (1964, Вадим).

## Факти
- Унікальний тембр голосу з'явився у Ліванова через те, що режисер Михайло Калатозов запропонував озвучити зимові сцени фільму «Невідправлений лист» прямо на вулиці в 40-градусний мороз. Актори намагалися перекричати сильні пориви вітру, і Ліванов зірвав голос.

- Ідея постановки фільму «Андрій Рубльов» спочатку належала Василю Ліванову. Він мріяв сам зіграти роль Рубльова.[4]
- До образу Шерлока Холмса Василь Ліванов повертався неодноразово:
  - 1981 року Ліванов озвучив пса-сищика, героя мультфільму-мюзиклу «Пес в чоботях», створеного за мотивами роману А. Дюма «Три мушкетери» режисером Юхимом Гамбургом. У діалозі між героями чітко простежується самоіронія образу Шерлока Холмса, з гумором показані особливості поведінки сищика.
  - 1982 року Ліванов і Соломін з'явилися в образах сищика і його літописця в скетчі «Шерлок Холмс» для телепередачі «Новорічний Блакитний вогник». Сценарій інтермедії написав Ліванов, знімалися актори в звичайних сучасних костюмах, Ліванов був з вусами, а Соломін навпаки гладко поголений. При випуску цієї програми на DVD (2006) епізод з Лівановим з невідомих причин вирізали, хоча з реплік інших персонажів («Шерлок Холмс тільки що був тут …») можна здогадатися про його присутність.
  - 1985 року Ліванов озвучив Шерлока Холмса в мультиплікаційному фільмі «Ми з Шерлоком Холмсом» за сценарієм Віталія Злотникова. Замість доктора Ватсона в мультфільмі діє дог на ім'я Том, його озвучував Андрій Миронов (існує також випущена «Совекспортфільм» іспаномовних версія цього мультфільму. Шерлок Холмс говорить голосом іншого актора, тембр якого навіть віддалено чи не нагадує «ліванівський»).
  - Незабаром після виходу мультфільму «Ми з Шерлоком Холмсом» по ньому була випущена аудіокнига на платівці. Крім того, на початку 1990-х був записаний аудіокнига «Іохим Лис, учень Шерлока Холмса» (за казкою Інгмара Фьоля), також за участю Ліванова (випущений на касеті 1996 року).
  - У 1990-ті роки разом з Віталієм Соломіним Василь Борисович знявся в циклі рекламних роликів торгує представницькими автомобілями компанії «Віко» (сценарії роликів придумали самі Ліванов і Соломін), потім Ліванов в образі Шерлока Холмса рекламував печиво «Бартонс» (цикл рекламних роликів), чай «Ристон» і чай «Висоцький» (Wissotzky Tea) для російськомовної телеаудиторії Ізраїлю.
  - У січні 2009 року з'явився рекламний ролик енергетичного напою Red Bull. Мультиплікаційний Шерлок Холмс з цього ролика говорить голосом Василя Ліванова.[5]
  - На початку XXI століття Ліванов озвучив детектива в російських локалізаціях кількох комп'ютерних ігор. А в озвучуванні російської гри — квесті компанії «Бука» «Шерлок Холмс. Повернення Моріарті» — крім Ліванова взяв участь і Віталій Соломін.
  - У 2004 році Ліванов зіграв Шерлока Холмса в циклі з чотирьох аудіоспектаклів, поставлених режисером Данилом Дубшиним. На момент запису вистав Віталія Соломіна вже не було серед живих і роль доктора Ватсона виконав Євген Стеблов. Були записані розповіді «Левова грива», «Строката стрічка», «Обряд будинку Месгрейвов» і «П'ять апельсинових зерняток».
- Василь Ліванов — автор есе «Наш друг — Шерлок Холмс».
- 2003 року Ліванов зіграв роль пірата Фура в телегрі «Форт Байяр».
- 27 квітня 2007 року в Москві на Смоленській набережній біля стін посольства Великої Британії відкрили скульптурну композицію «Шерлок Холмс і доктор Ватсон» (скульптор Андрій Орлов). Прототипом Шерлока Холмса послужив Василь Ліванов, а доктора Ватсона — Віталій Соломін.

### Новозеландські монети

Ліванов в образі Холмса на новозеландській монеті з меморіальної серії 2007 року, присвяченій циклу фільмів «Пригоди Шерлока Холмса і доктора Ватсона»

2007 року з нагоди 120-річчя створення Артуром Конан Дойл дебютної повісті про Шерлока Холмса приватна компанія «Новозеландський монетний двір» (англ. New Zealand Mint) випустила меморіальну серію з чотирьох монет номіналом в два новозеландських долара кожна. Монети викарбувані для новозеландського володіння — Островів Кука з срібла 999 проби в кількості 8 тисяч. Вага кожної монети становить 31,1 грама (1 унція). Карбування — матово-глянцева з кольоровим фотодруком на поверхні.
На реверсі першої монети зображений Шерлок Холмс (у виконанні Василя Ліванова) в мисливському капелюсі і з люлькою. Решта монет присвячена фільмам «Скарби Агри», «Собака Баскервілів» і «Смертельна сутичка». На них, крім Шерлока Холмса, зображені доктор Ватсон (у виконанні Віталія Соломіна), міс Морстен (у виконанні Катерини Зінченко), сер Генрі Баскервіль (у виконанні Микити Михалкова) і професор Моріарті (у виконанні Віктора Євграфова).

## Громадянська позиція
- Підтримав аннексію Криму Росією та російське вторгнення в Україну.
- В інтерв'ю російському видавництву «Аргументи і факти» назвав українське суспільство «отруєним бандерівщиною»[6].
- В січні 2017 року звернувся до Путіна з проханням і надалі лишатись президентом Росії.[7]
- У березні 2022 року в числі інших діячів російської інтелігенції підписав листа, в якому підтримав рішення Путіна В. почати вторгнення в Україну.

## Літературна творчість
Крім сценаріїв і п'єс, Ліванов є автором повістей, оповідань, есе, спогадів про видатних діячів культури. Сказання про скіфів «Агнія, дочка Агнії» (1976), повісті «Мій улюблений клоун» (1979), «Нічна „Стріла“» (1980), «Багатство військового аташе» (1984) вперше були опубліковані в журналі «Юність».
1985 року випущений збірник прози Ліванова «Легенда і бувальщина» (видавництво «Радянський письменник»). В останні десятиліття неодноразово видавалися збірники його творів різних жанрів, вийшли в світ тритомне (2005) і двотомне (2010) зібрання творів.
За мотивами повісті «Мій улюблений клоун» знятий однойменний фільм. За казкою В. Ліванова поставлений короткометражний мультфільм «Кролик з капустяного городу» («Союзмультфільм», 2006). 2009 року за повістю Ліванова «Багатство військового аташе» був знятий фільм «Кромовъ», але через розбіжності з продюсерами Ліванов зажадав виключити своє прізвище з титрів.